# Świercze (Lublin)
Pour les articles homonymes, voir Świercze.
Świercze (prononciation : [ˈɕfjɛrt͡ʂɛ]) est un village polonais de la gmina de Trzebieszów dans le powiat de Łuków de la voïvodie de Lublin dans l'est de la Pologne.
Il se situe à environ 7 kilomètres à l'ouest de Trzebieszów (siège de la gmina), 8 kilomètres au nord-est de Łuków (siège du powiat) et 81 kilomètres au nord de Lublin (capitale de la voïvodie).
Le village comptait approximativement une population de 73 habitants en 2009.

## Histoire
De 1975 à 1998, le village est attaché administrativement à l'ancienne voïvodie de Siedlce.

Depuis 1999, il fait partie de la nouvelle voïvodie de Lublin.